# Megastigmus wachtli
Megastigmus wachtli é uma espécie de insetos himenópteros, mais especificamente de vespas parasíticas pertencente à família Torymidae.
A autoridade científica da espécie é Seitner, tendo sido descrita no ano de 1916.
Trata-se de uma espécie presente no território português.